# Barbara Petzold
Barbara Petzold (n. 8 august 1955, Oberwiesenthal, Saxonia, Germania) este o politiciană ce a reprezentat Germania, medaliată olimpică. A participat la 2 ediții ale Jocurilor Olimpice (1976, 1980) în care a câștigat două medalii de aur și o medalie de bronz.